# Belet (okultyzm)
Belet – w tradycji okultystycznej upadły anioł, demon, król piekła. Znany również pod imionami Beleth, Bylet, Byleth, Bilet i Bileth. Rządzi 85, a według Dictionnaire  Infernal 80 legionami duchów piekielnych. Przed upadkiem należał do drugiego kręgu, chóru potęg. Wciąż wierzy, że wróci na Siódmy Tron w niebie. W Sztuce Goecji jest trzynastym, a w Pseudomonarchii Daemonum dwudziestym duchem.

## Wdemonologii
By go przywołać i podporządkować potrzebna jest jego pieczęć, która według Sztuki Goecji powinna być zrobiona ze złota. Należy również mieć dysk Salomona, który jest w tym przypadku zrobiony ze srebra. By go ujarzmić mag musi mieć leszczynową różdżkę, którą trzeba skierować na południe i na wschód, zakreślić nią trójkąt za kręgiem i odpowiednimi zaklęciami zmusić, by zajął w nim miejsce. Jeśli duch nie posłucha, należy powtórzyć zaklęcie dzięki czemu z pewnością stanie się posłuszny i zajmie miejsce w trójkącie. W ewokacji może pomóc kielich wina. Jednakże pamiętać trzeba by odnosić się do niego z szacunkiem godnym wielkiemu królowi. Bardzo lubi komplementy.
Może obdarzyć maga miłością przez dowolny czas. Dzięki niemu człowiek staje się mocarzem.
Zawsze ujeżdża bladego konia. Ukazuje się przy odgłosie trąbek i innych instrumentów muzycznych (wykonawcami muzyki są koty). Sprawia wrażenie bardzo gniewnego, dzięki czemu sprawdza odwagę egzorcysty. Ma płomienny oddech.

## Wkulturze popularnej
- W grze fabularnej In Nomine Beleth jest przedstawiany jako księżniczka demonów.
- W grze Heroes of Might and Magic V jest władca piekieł, który nazywa się Kha-Beleth.
- W grze Lineage II Beleth ukazany jest jako najpotężniejszy mag używający czarnej magii, uciekł na wyspę Hellbound gdzie osiadł w Stalowej Cytadeli.
- W książkach Katarzyny Bereniki Miszczuk "Ja, diablica", "Ja, anielica", "Ja,potępiona" ukazany jako jedna z ważniejszych postaci, lekko zwariowany diabeł zakochany w głównej bohaterce.
- W grze Fire Emblem Three Houses Byleth jest imieniem głównego bohatera, nieprzypadkowo noszącego tytuł Popielnego Demona (ang. Ashen Demon)